# 기아 콤비
기아 콤비(Kia Combi) 또는 아시아 콤비(Asia Combi)는 1983년 10월부터 2002년 10월까지 생산한 기아자동차의 버스다.

## 개요
1983년 10월에 AM807의 후속 차종으로 출시되었고, 마쓰다 파크웨이의 2세대 차종을 베이스로 만들었다. 1988년 7월에 AM815로 명명된 페이스 리프트를 거쳐 2등식 직사각형 헤드 램프로 변경되었고, 전후면의 아시아 로고는 A S I A에서 Asia(상단에는 물결 표시됨)로 바뀌었다. 1993년 11월에 AM825 하이 콤비로 페이스 리프트를 거쳐 헤드 램프 모양이 변경되어 정면이 하이 베스타와 통일성을 이루었고, 아시아자동차공업의 새 CI 출범에 따라 영문 엠블럼이 Asia(상단에는 물결 표시됨)에서 금색 테두리를 두른 빨간 바탕의 타원 속에 ASIA로 변경되었다.

### AM805

#### 콤비(1983년10월~1988년7월)
1983년 10월에 AM807의 후속 차종으로 출시되었고, 마쓰다 파크웨이의 2세대 차종을 베이스로 만들었다. 초기에는 운전석과 자동문 위치가 좌우로 서로 바뀐 것을 제외하고는 마쓰다 파크웨이와 완전히 동일했으나 중기부터 뒷면 리어램프의 디자인이 변경되었고, 엔진룸 문도 더 커졌고, 바깥에 붙어있던 경첩도 안으로 들어가게 되었다.

### AM815

#### 뉴 콤비(1988년7월~1993년11월)
1988년 7월에 AM815로 명명된 페이스 리프트를 거쳐 스윙도어 출입문이 생기면서 라디에이터 그릴과 2등식 직사각형 헤드 램프로 변경되면서 정면이 당시 판매 중인 기아 파워봉고, 기아 베스타와 통일성을 이루었고, 리어램프도 세로형태의 사각램프로 변경되면서 전후면의 아시아 로고는 ASIA에서 Asia(상단에는 물결 표시됨)로 바뀌었다. 1991년에는 우측 출입문 위치가 앞문과 가까운 쪽으로 변경되었다.

### AM825

#### 슈퍼 하이 콤비(1993년11월~1995년12월)
1993년 11월에 슈퍼 하이 콤비로 페이스 리프트를 거쳐 라디에이터 그릴의 형태와 헤드 램프 모양이 변경되어 정면이 하이 베스타와 통일성을 이루었고, 리어램프의 형태도 일체형으로 바뀌며 후진등의 위치가 범퍼에서 테일램프쪽으로 이동되면서 뒷범퍼에 후진등 구멍이 없어졌다. 아시아자동차공업의 새 CI 출범에 따라 영문 엠블럼이 Asia (상단에는 물결 표시됨)에서 금색 테두리를 두른 빨간 바탕의 타원 속에 ASIA로 변경되었다.

#### 파워 콤비(1995년12월~2002년10월)
1995년 12월에는 한번 더 페이스 리프트를 거친 파워 콤비가 출시되어 4등식 원형 헤드 램프로 바뀌어 생산하다가 1997년에 아시아자동차 마크가 기아 마크로 통일되어 KIA 마크 달고 생산하다가 1999년에 아시아자동차공업이 기아자동차에게 흡수 합병됨에 따라 현대자동차 계열사에 편입되어 기아자동차 상용차 부문에서 생산하게 되었다. 파워 콤비의 철자는 대문자로 바뀌었다가 밀레니엄 기아 로고를 부착한 2002년형을 끝으로 19년 만인 2002년 10월 6일에 생산이 종료되었고, 같은 해 10월에 배출 가스 규제 기준 미달, 현대 카운티와의 시장 중복, 메이커와 경쟁이 치열한 것을 구분한 이후 경쟁력 취약 등을 원인으로 기아 코스모스, 기아 타우너와 함께 후속 차종 없이 단종됨에 따라 기아자동차는 마이크로버스의 시장에서 완전히 철수하였다. 이후 기아차가 만드는 버스는 AM928과 그랜버드만 남게 되다가 2004년에는 AM928 또한 단종되어 이젠 그랜버드만 살아남게 된 상태이다. 그렇게 기아차의 준중형버스는 2002년을 마무리로 역사 속으로 사라지고 말았으며, 현대차는 2012년에 자일대우상용차에서 레스타를 출시하기 전까지 10년간 카운티가 대한민국 준중형버스 시장을 완전히 독차지했다.

## 트리비아
- 현재 보존된 차량은 1987년에 제작된 1988년 하계 올림픽 차량과 금호상사가 보존의 목적으로 수집한 하이 콤비가 있다.

## 사진

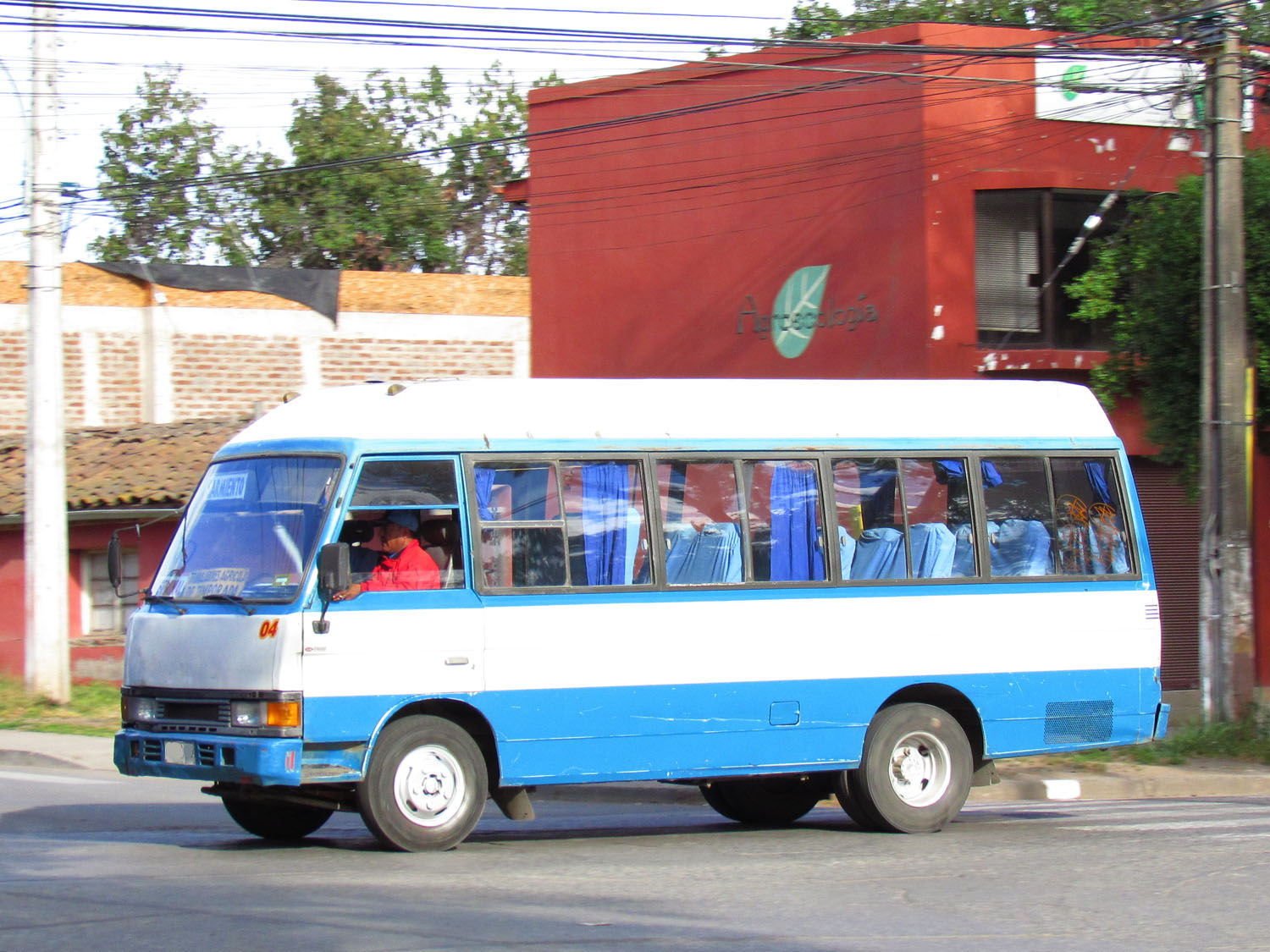
아시아 AM815 콤비
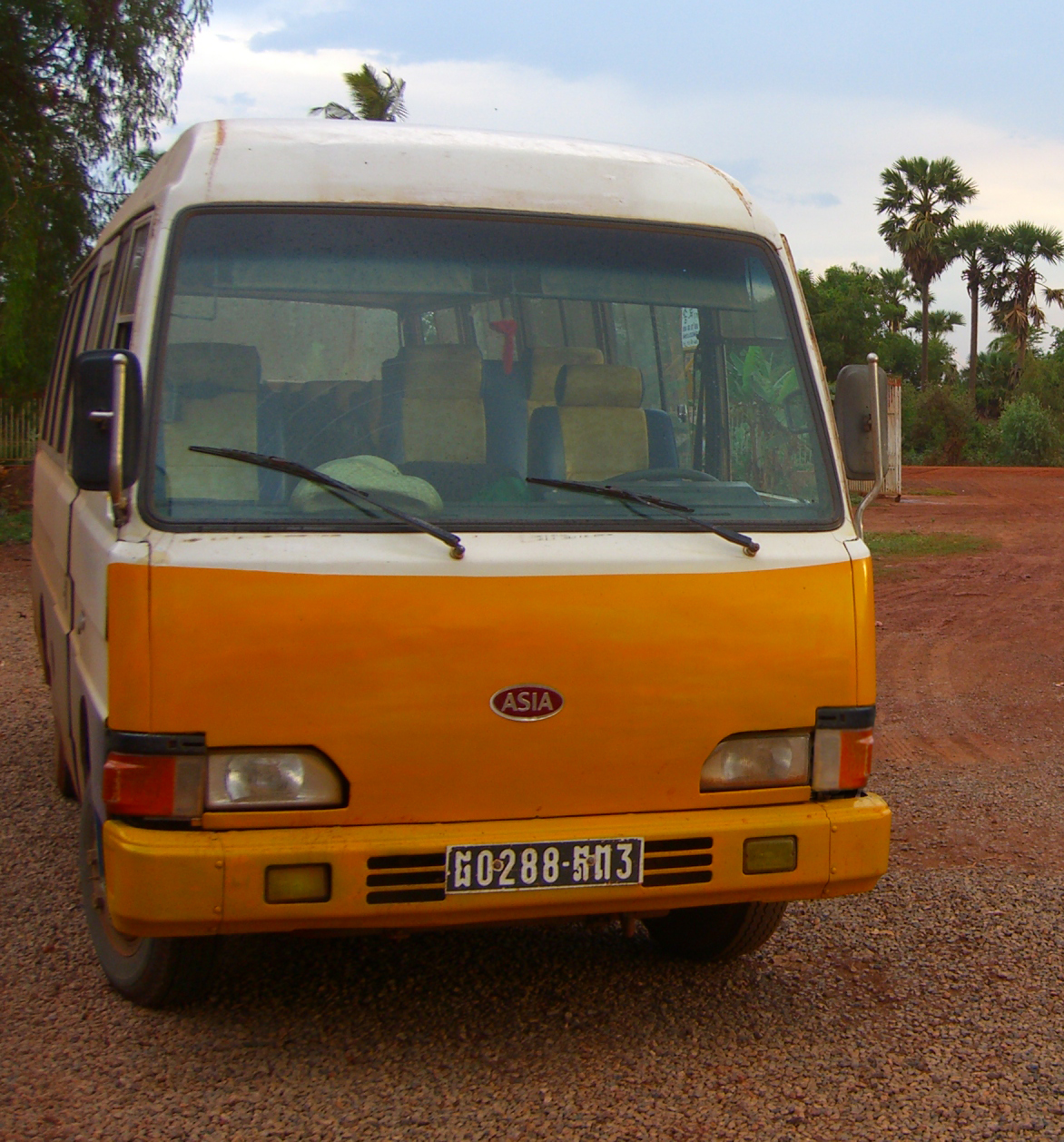
아시아 AM825 콤비 전기형(개조차량)
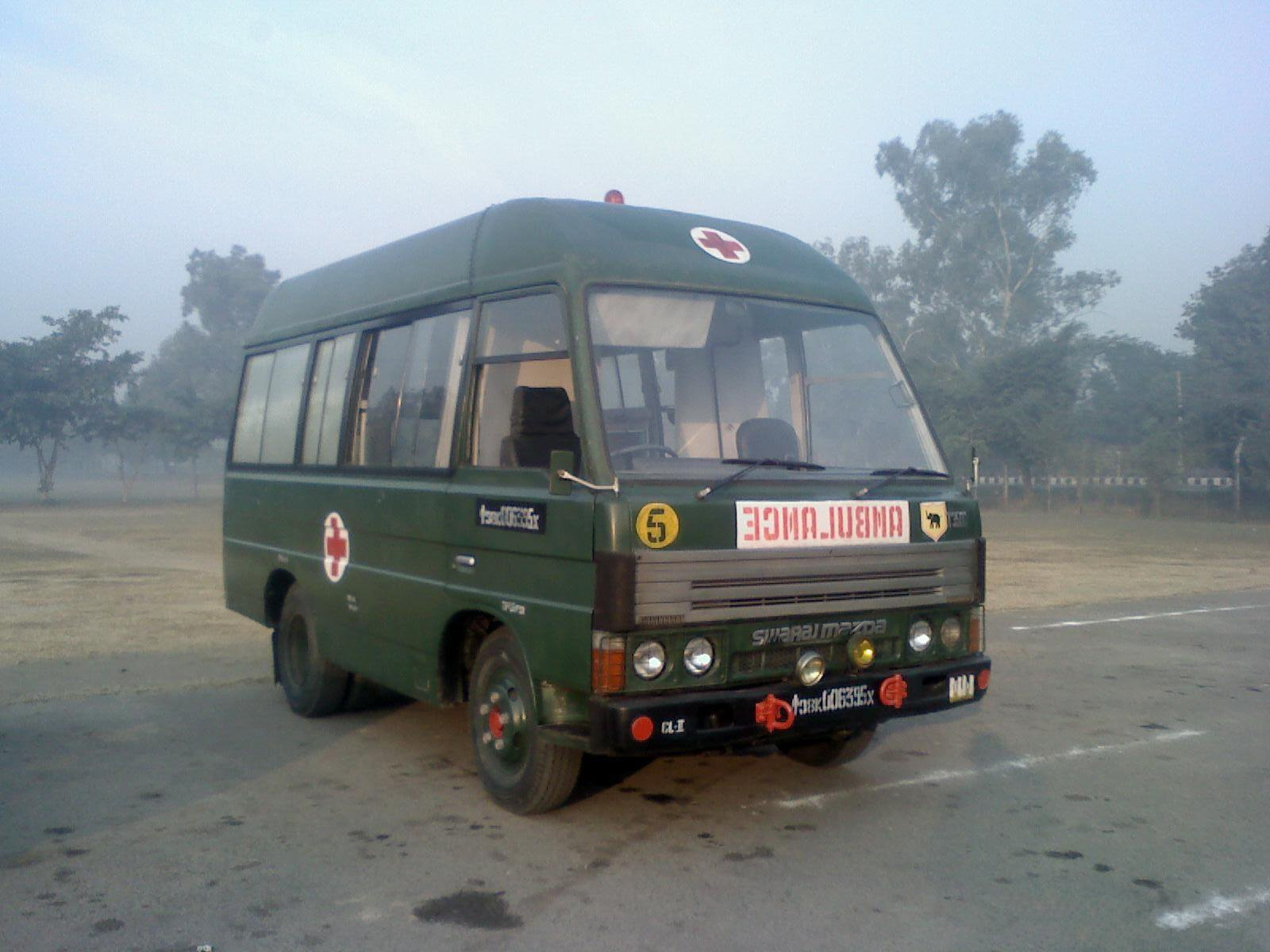
아시아 AM805 콤비의 원형인 마쓰다 파크웨이 전기형 좌측
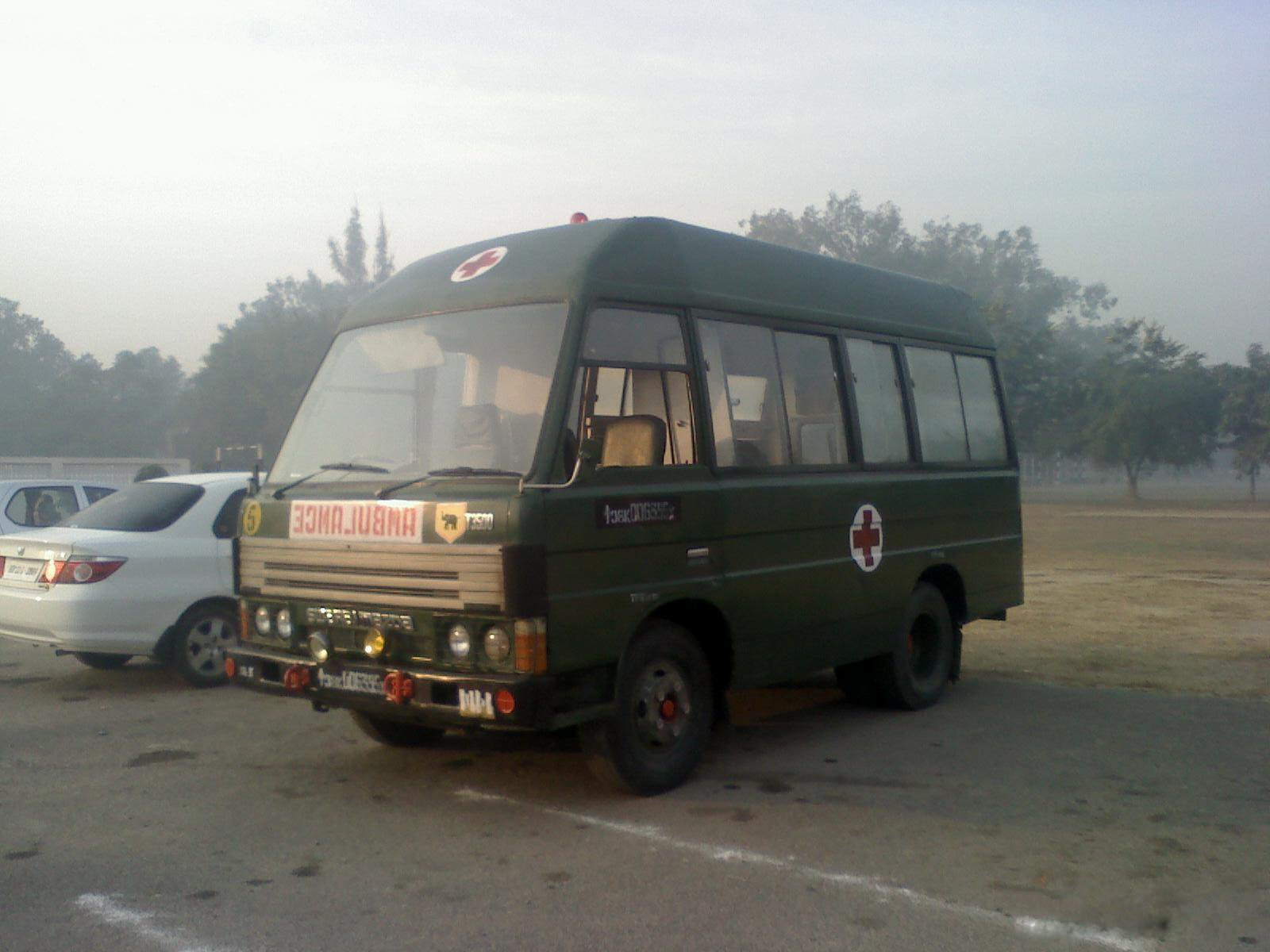
아시아 AM805 콤비의 원형인 마쓰다 파크웨이 전기형 우측
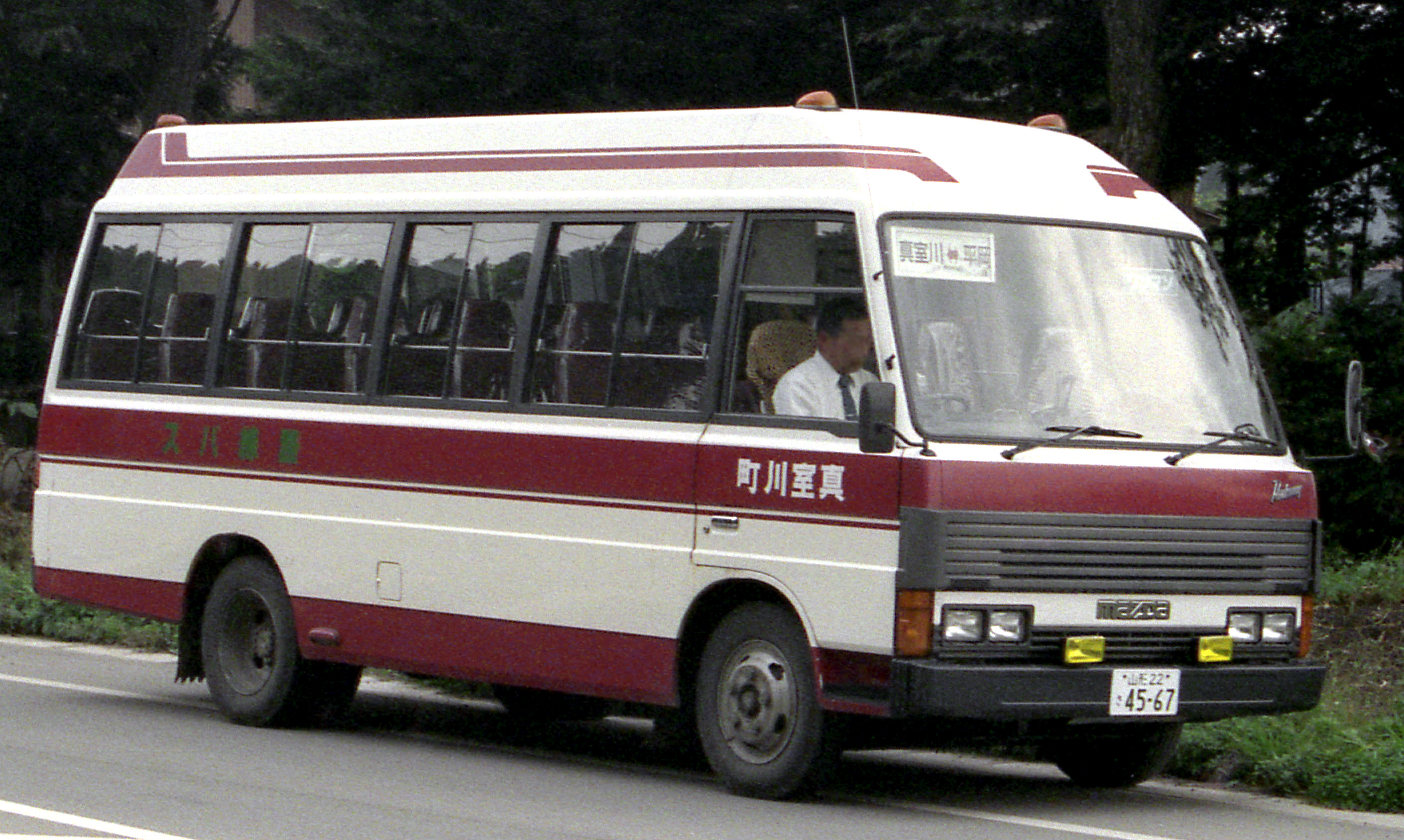
아시아 콤비의 원형인 마쓰다 파크웨이 후기형
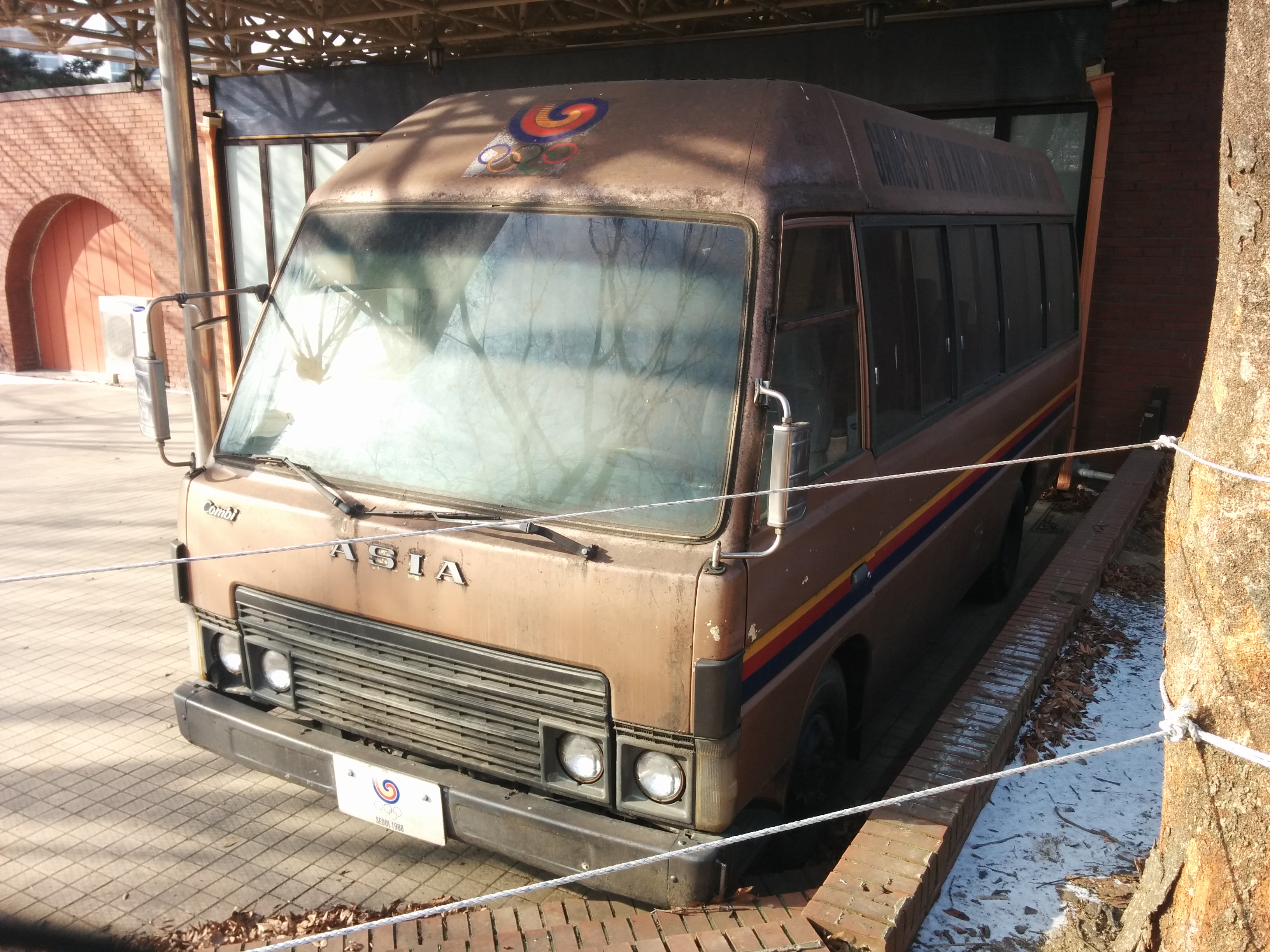
1988년 하계 올림픽 의전차량으로 사용된 아시아 콤비 전기형 정측면